# Wiège-Faty
Wiège-Faty é uma comuna francesa na região administrativa de Altos da França, no departamento de Aisne. Estende-se por uma área de 7,47 km². Em 2010 a comuna tinha 198 habitantes (densidade: 26,5 hab./km²).